# 天下一うかれの屑より
『天下一うかれの屑より』（てんかいちうかれのくずより）は上方落語の演目。『天下一浮かれの屑選り』とも表記され、タイトルを切って『天下一』あるいは『浮かれの屑選り』だけで演題とする場合もある。別の演題として『紙屑屋』があり、江戸落語の同題の演目とはプロットが共通するが、落ち（サゲ）が異なる。
居候の男が紙屑屋（現在の古紙回収業）の仕事を手伝わされることになり、古紙に混じっている芝居本を見てそれを再現してしまい、周囲の者もそれに巻き込まれるという内容。
作者について、前田勇は「近世末期、林家蘭丸の作」とする。桂松光の演目集『風流昔噺』（万延2年・1861年）に、「天下一うかれの紙くず 但シけい事咄」とあり、この「けい事」について前田勇は「景事（所作事をいう）か、芸事か。現行より推せば芸事にて音曲咄の意と思われる」とし、武藤禎夫は「景事咄＝所作事・音曲噺として、すでににぎやかに話されていたことがわかる」としている。この両者の文に見えるように、現行の本演目は音曲噺として位置づけられている。佐竹昭広・三田純一編の『上方落語』上巻では「これといったストーリーがあるわけではない。ひたすら、これ趣向、ということが、逆に〈はめもの〉のふんだんに入った、音曲落語とでもいうべき、この種の落語の遊び性を強調しているようで、いっそ楽しい」という評価が記されている。
タイトルの「天下一」について、前田勇は「一説に賭博用語」と記し、『上方落語』上巻では、「親の総取りとなる役」の意味で、演目の本来の落ちでは紙屑の中から最後にサイコロが出てきてそれを振ったところ「天下一」の目が出て「総取りや」とより分けた紙屑をまたかき集めるというものだったとしている。

## あらすじ
紙屑屋の源兵衛の居候となっている能天気な男（居候から「イソ公」と呼ばれている。以下その名称で呼ぶ）「ちょっとは仕事手伝え」と言われ、長屋で紙屑の仕分けをさせられるが、何せ隣が稽古屋、仕分けするうち、女郎からの手紙などや幇間の躍る絵を見ていろんな妄想にとりつかれ、おりしも隣からの三味線に乗って『吉兆まわし』を踊り出す始末、反対隣の家から「うちの婆さんの看病してんのに煩（うる）そうてどんならん」と言われ、源兵衛からも「これ！イソ公、何しとんのじゃ！」と叱られる。
その場は反省するイソ公であったが、義太夫本が出てくると、またぞろ隣の稽古屋の音につられて『義経千本桜・吉野山』を踊りだし、トンボを切って、足で壁を破って反対隣の婆さんを蹴り飛ばす。「あんた、何か、うちの婆さん殺す気か」「ええっ。何すんねん。あのガキ。また、そんなことをしましたんかいな。…これ！イソ公！」「ああっ！！源兵衛はん。すんまへん。」と平謝り。
今度こそはと必死に我慢するイソ公であったが、『娘道成寺』の唄本が出てきて、稽古屋からも『道成寺』が聞こえてくる。「あかん。あかんて。あきまへん…」と口で言いながら手足はいつしか踊りだす。「言わず語らず我が思い」の下りの鞠唄で熱中して踊りだし、止めようとした源兵衛も、長屋の婆さんも一緒に踊り出す。
あきれた反対隣の人から「ここまで言われて躍るとは、あんさんがたは人間の屑じゃな」「へえ。最前（さいぜん）からより分けております」

## バリエーション
落ち（サゲ）は「一緒に選ってもらおかしらん」とする場合もある。
途中の紙屑の内容、踊りや芝居（の形態模写）の場面は必ずしも決まったものではなく、演者によって異なったネタが用いられていた。一例として、『上方落語』上巻では、3代目立花家千橘が昭和初期という設定で隣から聞こえる音楽がジャズ（『道頓堀行進曲』が聞こえる）、また紙屑の中に阪東妻三郎主演の映画『尊王』のプログラムが入っているという脚色を紹介している。
『上方落語』上巻掲載の口演速記では、紙屑屋は源兵衛とは別人という設定で、これは江戸落語の『紙屑屋』と同趣向である。

## 改作
NMB48のファンである露の眞は彼女らの楽曲「ワロタピーポー」にちなんだ「ウカレタピーポー」と言う改作落語を演じている。